# Соловйов Станіслав Вікторович
Станіслав Вікторович Соловйов (рос. Станислав Викторович Соловьёв; 1 січня 1991, м. Свердловськ, СРСР) — російський хокеїст, правий нападник. Виступає за «Торос» (Нефтекамськ) у Вищій хокейній лізі.
Вихованець хокейної школи «Трактор» (Челябінськ). Виступав за «Білі Ведмеді» (Челябінськ), «Торос» (Нефтекамськ).
У складі юніорської збірної Росії учасник чемпіонату світу 2009.
Досягнення
- Чемпіон ВХЛ (2012)
- Срібний призер юніорського чемпіонату світу (2009).